# Konsular
Konsularzy (łac. viri consulares) – grupa senatorów, którzy piastowali już w swojej karierze urząd konsula rzymskiego. Niekiedy do grupy tej zaliczano również byłych pretorów. Konsularom jako najważniejszym senatorom przysługiwało pierwszeństwo zabrania głosu w czasie obrad senatu rzymskiego przed młodszymi senatorami.
Spośród konsularów rekrutowano prokonsulów, którym powierzano zarząd prowincji, co wiązało się zwykle z dużymi dochodami. W przypadku niektórych konsularów mogło w ogóle nie dojść do powierzenia zarządu prowincji, co z kolei mogło prowadzić do znacznego zubożenia danego senatora. Ubożsi konsularowie często nie mieli w takim przypadku z czego spłacić pożyczek zaciągniętych na potrzeby kampanii wyborczej przed wyborem na urząd konsula. 
Liczba konsularów wzrastała stopniowo w czasach cesarstwa w związku z podziałem prowincji na mniejsze i wynikłą z tego potrzebą powoływania konsulów uzupełniających (consules suffecti).